# Enciclopedia Galega Universal
L'Enciclopedia Galega Universal, coneguda també per les sigles EGU, és una enciclopèdia de referència de la cultura gallega que compta amb 200.000 entrades i 30.000 il·lustracions. Fou posada en marxa en la seva versió en paper en 1999 (avui està conformada per 16 toms, amb un total de 7.280 pàgines), i comptà amb una versió digital des de 2008.
| «                                  | A EGU demostra que se pode pensar e vivir como galegos e que cada vez é máis rendíbel. | » |
| — Bieito Ledo, director d'Ir Indo. |                                                                                        |   |

## Característiques
El seu editor fou Bieito Ledo i el director Xosé Antonio Perozo.
Compta amb entrades dels santuaris, ports, aeroports i principals vies de comunicació, centres turístics, edificis i altres elements del patrimoni arquitectònic monumental o del patrimoni natural d'especial interès a i per a Galícia. De la mateixa manera, s'inclouen els principals accidents de relleu, del litoral i les aigües continentals.
Cartografia les 53 comarques de Galícia i els 315 concellos amb més de 4.000 parròquies.
Compta amb un 60% de temes universals des de la perspectiva de Galícia, i d'un 40% de temes pròpiament gallecs.

### Experts
L'enciclopèdia està avalada per l'opinió d'experts en diferents camps del saber com Vicente Araguas, Agustín Sixto Seco, Xosé Luís Barreiro Rivas, Andrés Torres Queiruga, Basilio Losada, Ramón Villares, Xosé Ramón Barreiro Fernández, Carlos Casares, Xosé Luís Méndez Ferrín, Francisco Fernández del Riego, Clodio González Pérez, Paulino Novo i Anxo Tarrío Varela.
Cal destacar l'absència inicial de dones.

### Categories
L'EGU divideix els seus continguts en diferents categories:
1. Lèxic general
2. Biografies
3. Geografia
4. Cartografia
5. Ciències biològiques
6. Ciències físiques
7. Ciències exactes
8. Tecnologies
9. Ciències socials i humanitats
10. Legislació
11. Jurisprudència
12. Empreses i finances.